# Gerald Gardner
Gerald Brosseau Gardner (1884–1964), Gerald B. Gardner. Brit születésű Wicca-főpap, író, amatőr antropológus és régész. Hatalmas szerepet játszott abban, hogy létrehozza a kortárs Wicca újpogány vallását.

## Életrajz
1884-ben született az angliai Lancashire-ben, egy gazdag fakereskedő fiaként.
Életéből 36 évet töltött Ceylonban (ma Srí Lanka) és Dél-Ázsiában mint kaucsukültetvényes, majd vámhivatalnok. Amikor 1936-ban visszatért Angliába, tagja lett a British Folklore Society-nek, mivel felkeltették érdeklődését a különféle angliai népszokások; máskülönben a dél-ázsiai kardok, tőrök – különösen a maláj kris – szakértőjeként tartották számon. Ám kvázi tudományos érdeklődése mellett sokkal erősebb vonzódás élt benne az okkultizmus, a mágia és a spiritizmus, valamint a naturizmus iránt.
Saját állítása szerint 1939-ben megismerkedett egy hölggyel, akit írásaiban mindig csak Dorothy vagy Daffo néven emleget. Ez az állítólagos találkozás nem várt fordulatot hozott Gardner életébe: A hölgyről ugyanis kiderült, hogy az egyik utolsó angliai koven papnője, és így általa hősünk közvetlen kapcsolatba került a boszorkánysággal, főleg miután bebocsátást nyert Dorothy New Forest-i boszorkánytársaságába, és elnyerte a beavatást.
1949-ben a New Forest koven jóváhagyásával nyilvánosságra hozta a tradicionális boszorkányság – ősi nevén a Wicca – néhány titkos hagyományát és mágikus rítusát.
1954-ben megjelentette a Jelenkori boszorkányság (Witchcraft Today) című művét, amelyben teljesen nyíltan ír a Wicca tradícióról, bemutatva a kortárs kovenek belső életét, és felfedve féltve őrzött titkaikat. Majd miután pár évvel korábban az Angol Parlament is hatályon kívül helyezte azt a régi törvényt, amely szerint bárki, aki boszorkánynak mondja magát, szélhámos, következésképpen elítélhető, a Wicca kultusz virágzásnak indult. A könyve megjelenése után Gardner százával kapta a leveleket azoktól az olvasóitól, akik közelebbi kapcsolatba szerettek volna kerülni a boszorkánysággal, így hamarosan létrehozhatta a saját koven-jét (szervezet), amelyet egyre újabbak és újabbak követtek. Ezeket először szintén ő hozta létre, majd őt követően az általa beavatott boszorkányok, akik önálló kovenre és főpapi/főpapnői tisztségre áhítoztak, szintén új koveneket alapítottak.
1959-ben jelentette meg harmadik, boszorkánysággal foglalkozó művét, A boszorkányság értelme (The Meaning of Witchcarft) címen, amelyben újabb részleteket közölt az élő boszorkányságról. Az írásai révén szerényen meggazdagodott Gardner a Man szigeten telepedett le, ahol szintén megszervezett egy helyi kovent és létrehozott egy boszorkány-múzeumot.
Gardner soha nem volt otthon ülő természet, 1960-tól hosszabb utazásokba kezdett, és egy út során Észak-Afrika partjainál, egy hajó fedélzetén érte a halál 1964. február 12-én.

## Művei

### Magyarul
- A boszorkányság eredete. A mai boszorkányok; ford. Kássa Lászlóné; Hermit, Miskolc, 2005 (A modern boszorkányság mesterei)

### Angolul
- Keris and Other Malay Weapons. Progressive, Singapore, 1936
- A Goddess Arrives. A novel. A. H. Stockwell, London, 1939
- High Magic's Aid. 1949. Publiziert: Weiser, New York 1975. reprint: Aurinia Books, 2010, ISBN 978-0-9566182-0-7
- Witchcraft Today. Rider and Co., London u. a. 1954. reprint: Citadel Press, New York NY 2004, ISBN 0-8065-2593-2
- The meaning of witchcraft. Aquarian Press, London 1959. reprint: Weiser, Boston 2004, ISBN 1-57863-309-5
- The Museum of Magic and Witchcraft. The story of the famous witches mill at Castletown, Isle of Man. 1957